# Torneo de Delray Beach 2012
El Torneo de Delray Beach 2012 es un evento profesional de tenis perteneciente al ATP World Tour en la categoría ATP World Tour 250. Se disputará del 27 de febrero al 4 de marzo en Delray Beach (Estados Unidos).

## Campeones

### Individuales masculino
Kevin Anderson venció a  Marinko Matosevic por 6-4, 7-6(2).

### Dobles masculino
Colin Fleming /  Ross Hutchins vencieron a  Andre Sa /  Michal Mertinak por 2-6, 7-6(5), 15-13.